# 水落幸子
水落 幸子（みずおち ゆきこ、12月18日 - ）は、日本の女性声優。アーツビジョン所属。東京都出身。

## 来歴
東京農業大学農学部栄養学科栄養学専攻卒業。映像テクノアカデミア卒業。九プロダクションを経て、現在はアーツビジョン所属。
声優になる前は東京都中央区築地の冷凍食品会社のコンビニ本部担当の社員、ウェディング関連の職業をしていた。
役者になったきっかけは山田康雄のルパンと共演したかったからだが、直接的には父が駒沢通りで起きた交通事故で死去したことがきっかけである。

## 人物
栄養士、教育職員免許状（高等学校教諭一種免許状（理科）・中学校教諭一種免許状（理科））、第四級アマチュア無線技士、普通自動車第一種運転免許、スクーバダイビングライセンス NAUI Cカード(Certification Card)、実用英語技能検定2級の資格を持つ。
趣味・特技は歌唱、トランポリン、狂言、バードウォッチング、鳥の鳴きまね。
好きな言葉は「人生±0」。

## 出演
太字はメインキャラクター。

### テレビアニメ
2003年
- 無限戦記ポトリス（市民A）

2004年
- 名探偵コナン（2004年 - 2006年、電話の女、TVリポーター、女）

2006年
- 西の善き魔女 Astraea Testament（貴婦人A）
- ブラック・ジャック（看護師、母親）
- ローゼンメイデン オーベルテューレ（サラの母）

2007年
- ロミオ×ジュリエット（ペンヴォーリオの母）

2009年
- チェブラーシカ あれれ?（アニュータ、ラジオの声）
- 東京マグニチュード8.0（日下部和代）

2011年
- フラクタル（老巫女B）

2014年
- のうりん（中沢久子）

2016年
- 紅殻のパンドラ（クレール・ドニー伍長）

2018年
- フルメタル・パニック! Invisible Victory（エバ・サントス）

2020年
- ヒーリングっど♥プリキュア（杉崎史）

2022年
- おしりたんてい（ちえおの母）

### 劇場アニメ
- ハウルの動く城（2004年）
- キノの旅 -the Beautiful World- 病気の国 -For You-（2007年、イナーシャの母）
- いばらの王 -King of Thorn-（2010年）
- チェブラーシカ（2010年）

### OVA
- シルバニアファミリー（2007年、みるくうさぎちゃんのおかあさん）
- どろんちゃん（2008年、どろんちゃん、ママ）

### webアニメ
- めぐみ（2008年）

### ゲーム
2005年
- 実話怪談「新耳袋」一之章（朗読）

2005年
- SUDEKI〜千年の暁の物語（女王ルシカ）

2006年
- RAIN WONDER TRIP

2007年
- ソウルクレイドル 世界を喰らう者（アレキシミア）

2014年
- ゴジラ-GODZILLA-（PS3版）（鷹栖総理）

2015年
- ゴジラ-GODZILLA-（PS4版）（鷹栖総理）

2017年
- ゼルダの伝説 ブレス オブ ザ ワイルド

2020年
- ゼルダ無双 厄災の黙示録

2023年
- ゼルダの伝説 ティアーズ オブ ザ キングダム

### ドラマCD
- THE IDOLM@STER NewStage03（ヴォーカル先生）
- 三千世界の鴉を殺し（ブラッディ・レス）
- しあわせにできる2（菊池静香）
- 辛奇音劇 シリーズ（女）
  - 「木原浩勝の怪鬼宴〜旅館の怪〜」
  - 「木原浩勝の怪鬼宴〜録音スタジオの怪〜」
- switch〜スイッチVol.3 mp編（智子）
- チェブラーシカ（アニュータ[26]）
- 新妻きらきら日記（橘小百合）
- メモリーサイト75（女性局員）

### 吹き替え

#### 映画
- アークティックミッション〜白熊は見ていた〜（シルビー）
- アート・オブ・ウォー（女性リポーター）※日曜洋画劇場 テレビ朝日版
- アイアンマン3 （女性リポーター）
- 愛と死の間で All About Love（ファン夫人）
- 愛の落日
- アバウト・アダム アダムにも秘密がある（カレン）
- 雨音にきみを想う（トントン）
- アルタード・スピーシーズ（アリシア）
- アルビン/歌うシマリス3兄弟
- アルフィー（毒吐き女）
- インサイド・マン（ゲイブルズ）
- WENDY WU:HOMECOMING WARRIOR（ギブス）
- ウォーターワールド テレビ東京
- 裏町の聖者（メイ〈アイリーン・トン〉）
- エージェント・コーディ（3D）
- エージェント・コーディ ミッション in LONDON（女王陛下）
- X-MEN2（セレブロ）※劇場公開版
- エネミーライン（CNNアンカー）
- エネミーライン2（アナウンサー）
- カットバック（ハーレイ〈ジェニファー・エスポジート〉）
- 奇跡の歌（フランシーヌ）
- キッチン・ストーリー（博士の女）
- ギャング・オブ・ニューヨーク（マギー）
- キル・ビル Vol.2（ジャニーン〈ケイトリン・キーツ〉）
- キングスパイダー（レイ）
- 草ぶきの学校（桑桑母）
- グランド・ホテル（グルジンスカヤ〈グレタ・ガルボ〉）※PDDVD版
- 撃鉄 GEKITETZ ワルシャワの標的
- ゴースト・ハウス（メアリー・ロリンズ）
- 恋するブラジャー大作戦（仮）（セリーン）
- 恋は邪魔者
- ゴスフォードパーク（ラヴィニア）
- さすらいのドックトレーナー（トレーナー）
- ザ・ワン（ハミルトン医師〈アシュリン・ギア〉）※テレビ東京版
- サンダーバード
- 幸せになるためのイタリア語講座（リーサ）
- シティ・オブ・ザ・デッド（キャシー〈クリッサン・シプリー〉）
- スターリングラード ※日本テレビ版
- 西部戦線異状なし（スザンヌ）
- 007 リビング・デイライツ（ルバビッチ、リンダ）
- ダイ・ハード/ラスト・デイ（BBC女）
- 奪還 DAKKAN -アルカトラズ-
- チャーリーズ・エンジェル・ストーリー（キャンディ・スペリング）
- ツイスター2010（ノーラ〈アシュリー・ミカエル〉）
- デイ・アフター・トゥモロー
- デッドベイビーズ（ロクサーヌ〈ヘイリー・カー〉）
- 25時（ジョディ）
- ドーン・オブ・ザ・デッド（モニカ・フォリー〈キム・ポイリアー〉）
- トゥー・ブラザーズ（女房）
- 隣のリッチマン
- ナイト&デイ（ナオミ〈ガル・ガドット〉）
- ナショナル・トレジャー（レンジャー）
- 2001人の狂宴（ミルク娘〈クリスタ・キャンベル〉）
- 人間人形 デッドドヲル
- パーフェクト・ホスト 悪夢の晩餐会（キャシー〈ヘレン・レディ〉）
- ハッピー・ブロンド（ラブ博士）
- 花咲ける騎士道（トランシュ・モンターニュの妻）
- パニッシャー（マリア・キャッスル）
- バニラ・スカイ（エマ〈イワナ・ミルセヴィッチ〉）
- BANKER BREAK バンカー・ブレイク（イザベル）
- パンチドランク・ラブ
- B型の彼氏（元彼女）
- ファイヤークラッシュ・灼熱のカタストロフ（トレイシー）※木曜洋画劇場 テレビ東京版
- ファルコーネ マフィア大捜査線（フランチェスカ・ファルコーネ〈アンナ・ガリエナ〉）
- ファンタスティック・フォー ［超能力ユニット］
- Friday Night Lights（マイクの母）
- ブルークラッシュ（パム）
- ぼくセザール10歳半 1m39cm（キャロル）
- マイレージ、マイライフ（ダイアン）
- MISSING（アン）
- 息子のまなざし（マガリ〈イザベラ･スパール〉）
- ムーンライト・マイル（モナ・キャンプ〈ホリー・ハンター〉）
- ロボコップ（サラ）
- ワイルド・スピードX2（女刑事）
- 悪い男（ヘウン）

#### ドラマ
2000年
- ホミサイド/殺人捜査課（2000年 - 2004年、ビリー・ルー〈エレン・マケルダフ〉） - 2シリーズ+映画

2001年
- チャームド 〜魔女3姉妹〜（ドノバン〈アン・キューザック〉）
- パワーレンジャー・ロスト・ギャラクシー（マロンダ）

2002年
- ザ・ソプラノズ 2つのファミリーを持つ男
- スタートレック:エンタープライズ（ナレーター）
- スピン・シティ（女性キャスター）
- バンド・オブ・ブラザース（マレーネ・ディートリヒ）
- ミュータントX（アヴァリス〈リサ・マルコス〉、ジーア・デュシャン）

2003年
- ヴェロニカ's クローゼット（ヴァージニア〈シンシア・マン〉）
- ER緊急救命室（2003年 - 2010年、#167 バーバラ〈ジル・アンダーソン〉、#181 アルマ〈オナフア・ロドリゲス〉、#274 フラビア〈レイラ・ヤバリ〉、#325 ニナ〈コンスタンス・フォルスランド〉） - 4シリーズ
- エイリアス2（ナース）
- F.B.EYE!! 相棒犬リーと女性捜査官スーの感動!事件簿(アンジェラ・ポートマン）
- ザ・ホワイトハウス2（2003年 - 2004年、スザンヌ、サンディ） - 2シリーズ

2004年
- OZ/オズ（フィッツジェラルド）
- CSI:科学捜査班3（ナディーン）
- ベティ〜愛と裏切りの秘書室（パトリシア・フェルナンデス〈ロルナ・パス〉）
- 名探偵モンク（マギー）

2005年
- CSI:マイアミ3（キム）
- 戦神〜MARS〜（女医）
- 天龍八部（馬夫人康敏〈クリスティ・チュン〉、甘宝宝〈ロアン・ダニン〉）
- NIP/TUCK マイアミ整形外科医（ブリス・バーガー）
- 星に願いを（デザイン部長）
- ボストン・リーガル（ステファニー）#13
- メントーズ（女）
- LOST3（エイミー）
- 霊幻道士 キョンシー・マスター（シウリン〈シアナ・チャン〉）

2006年
- WITHOUT A TRACE/FBI 失踪者を追え!（2006年 - 2012年、デリア・リバース、ルイザ、アリシア、アシュレー） - 5シリーズ
- エンジェル（クレア）
- クッキ 〜菊熙〜（おばさん）
- ゴッサム・シティ・エンジェル（グレイス）
- The O.C.（メレディス・ワード）
- ブル ウォール街への挑戦（ジョスリン）
- レスキュー・ミー NYの英雄たち（デビー）

2007年
- エルモズ・ワールド（バブル・マーティン）
- CSI:ニューヨーク2（レジーナ）
- スーパーナチュラル（アン・テレスカ）
- 太王四神記
- タッチング・イーブル〜闇を追う捜査官〜（住人）
- デクスター〜警察官は殺人鬼3（シルビア・プラド(シル)〈ヴァレリー・クルス〉）
- デスパレートな妻たち（2007年 - 2011年、#62 看護師、#128 ポーリーナ〈ポーリーナ・ポリスコア〉） - 2シリーズ

2008年
- 気分はぐるぐる（テラコスタ校長）
- ギルモア・ガールズ6（キンバリー）#130
- ファン・ジニ（ウォリャン）
- マルコム in the Middle（フラン）

2009年
- サード・ウォッチ（ジニー）
- 新刑事コロンボ 復讐を抱いて眠れ
- 新刑事コロンボ 奪われた旋律（マルシア）
- プライベート・プラクティス 迷えるオトナたち2（テリー）
- BONES 5（ポーラ・リンドバーグ）#4
- ミス・マープル バートラム・ホテルにて（2009年、フロント係）、鏡は横にひび割れて（2011年、ローラ・ブルースター）

2010年
- グレイズ・アナトミー 恋の解剖学（2010年 - 2019年、テディ・アルトマン〈キム・レイヴァー〉） - 6シリーズ
- 24 -TWENTY FOUR-8（スミス）
- ドクター・フー（デマジオ）
- HAWAII FIVE-0（エイミー）
- ブラザーズ&シスターズ（アバドン医師）
- 私はラブ・リーガル（2010年 - 2014年、デューイ弁護士） - 5シリーズ

2011年
- クリミナル・マインド 特命捜査班レッドセル（モリー）
- SHERLOCK（シャーロック）
- ダークエイジ・ロマン 大聖堂（シェルブールの妹）

2012年
- 堕ちた弁護士 -ニック・フォーリン-（メーガン）
- THE MENTALIST メンタリストの捜査ファイル3（カレン・クロス〈ミッシー・パイル〉）#50

2013年
- ワンス・アポン・ア・タイム #9（目の見えぬ美魔女）

2014年
- モーツァルト・イン・ザ・ジャングル（2014年 - 2018年、グロリア〈バーナデット・ピータース〉） - 4シリーズ

2016年
- 危険戦隊デンジャー5 〜我らの敵は総統閣下〜（セレスト、シャーマン女）

2017年
- ガール・ミーツ・ワールド シーズン3 #69「クリスマス・マヤ」
- ヤング・ポープ 美しき異端児（ピウス13世 美しき異端児）（ソフィア〈セシル・ド・フランス〉）

2018年
- エレクトリック・ドリームズ Ep.1 真生活（原題 Real Life）（マリア）

2021年
- ニュー・ポープ 悩める新教皇（ソフィア・デュボワ〈セシル・ド・フランス〉）

#### テレビ番組
- セサミストリート（2009年、ヘザー・ヘッドリー、ナレーター、毛虫、ツイスター・シスターズ）※DVD版

#### アニメ
2002年
- シャドウレイダース（ズーマ）

2003年
- ガーフィールドと仲間たち（アリソン）
- ヘラクレス（女性）

2004年
- スパイダーマン（マライア･クロフォード）

2005年
- マイティ・ダックス（ルクリーシア）
- ロボッツ

2007年
- ジンジャーの青春日記（グリップリング夫人）

2008年
- オジー&ドリックス（シリア）
- WALL・E/ウォーリー

2009年
- アイス・エイジ3/ティラノのおとしもの

### ボイスオーバー
- 現代の驚異（原題：MODERN MARVELS） （ヒストリーチャンネル） [31]
- 世界たてもの探訪（ホリー・ラロック）
- BS世界のドキュメンタリー 追跡 巨大竜巻
- ヒストリーズ・ミステリーズ
- 永遠のABBA 勝者が全てを (アグネタ・フォルツコグ)
- 第九 ナイン・ストーリーズ (クリスティーネ・シュトラーナー) （2018年12月31日、NHK Eテレ)

### ナレーション
- NHK高校講座 世界史 第33回革命の世紀と中国〜理想と現実の狭間で〜（NHK Eテレ）[32][33]
- コンサート!オペラ!バレエ!演劇!ステージソムリエ〜プレゼン対決！これがオススメNo.1〜（2015年7月26日(再放送7月29日)、NHK BSプレミアム）[34]
- スマイル! NHK for School（白い薔薇の妖精 シロ〜バラ（第15回））（NHK Eテレ）[35]
- 中学校英語問題
- 20世紀のファイルから〜クロニクル （ヒストリーチャンネル） [36]
- プレミアムシアター（NHK BSプレミアム） 番組案内 2015年4月13日-2021年3月 [37]
- 松山英樹・石川遼 世界最高峰に挑んだ１年〜2015アメリカPGAツアー（2015年12月28日、NHKBS1）
- メジャーに挑む日本人ゴルファー〜2018全英リコー女子オープン〜 (ゴルフネットワーク)

### ラジオ
- DJクラシック〜錦織健のしゃべくりオペラハウス〜（2012年4月7日 - 2018年3月30日[38]、NHK-FM）[39][40]
- ファンタジスタ「まりの小部屋」(FM世田谷 他）
- 青春アドベンチャー（NHK-FM）
  - 『四日間家族』（2024年10月28日 - 11月8日） - 熊田 役[41]

### CM
- ゴールドフラッグ株式会社『ヌーブラ』インストアCM・TVCM
- 日清食品『とんがらし麺』TVCM
- プロクター・アンド・ギャンブル『P&G ウィスパー コスモ吸収』TVCM[42]

### WEB番組
- 『ワイルド・スピード』放送＆新作公開記念！ふきカエル・ニコニコ生放送（2017年4月28日、ニコニコ生放送）[43]
- 『ダーク・シャドウ』放送にあわせてふきカエル・ニコニコ生放送「まったり女子会」第2弾（2017年4月28日、ニコニコ生放送）[44]
- ザ・シネマコラボ企画『エクスペンダブルズ３』ふきカエル・ニコニコ生放送 第3弾（2017年8月18日、ニコニコ生放送）[45]
- ふきカエル ニコ生第4弾！『バトルシップ』実況！（2017年9月8日、ニコニコ生放送）[46]
- 木原浩勝の件ちゃん暗殺計画(仮)（第4回 2017年10月30日：ニコニコ生放送）
- 木原浩勝の件ちゃん暗殺計画(仮)（第5回 2017年11月25日：ニコニコ生放送）
- 木原浩勝の件ちゃん暗殺計画(仮)（第6回 2017年12月30日：ニコニコ生放送）
- 木原浩勝の件ちゃん暗殺計画(仮)（第7回 2018年1月27日：ニコニコ生放送）
- 木原浩勝の件ちゃん暗殺計画(仮)（第8回 2018年2月24日：ニコニコ生放送）
- 木原浩勝の件ちゃん暗殺計画(仮)（第9回 2018年3月24日：ニコニコ生放送）
- DJクラシック〜番外編（2018年3月30日、ニコニコ生放送）[47]

### 舞台・朗読
- 僕の東京日記（原田淑子）actor's communication 5−GO（2001.10）
- 星に願いを…（亀田象子）フェドー劇場（2003.10）
- 怪し会〜異界を読む（2008年9月、浄土真宗梅上山 光明寺）[48]
- 怪し会～弐（2009年9月、浄土宗得生院）[49]
- 怪し会～参（2010年8月、松栄山了法寺）[50]
- 和の会主催 宝生流能楽公演「体感する能〜KANAWA 鉄輪」（2011年4月30日、宝生能楽堂）高橋郁子・作『鉄輪』一人語り [51]
- 怪し会〜肆（2011年9月、密蔵院）[52]
- 怪し会〜拾（2018年3月28日‐4月2日、もっとい不動 密蔵院）[53]

### 狂言
- 茂山千之丞社中 たけのこ会社中会（鬼瓦）（2006年9月17日、京都観世会館）シテ：大名（茶風林）アド：太郎冠者（水落幸子）
- 茂山千之丞社中 タンポポ会「狂言の会」（延命袋）（2009年6月27日、国立能楽堂）シテ：主人（茶風林）アド：太郎冠者（榎本 充希子）、女房（水落幸子）
- タンポポ会 「千之丞師・米寿記念 狂言の会」（棒縛）（2010年11月23日、国立能楽堂）シテ：太郎冠者（茶風林）アド：次郎冠者（水落幸子）、主（茂山あきら）
- タンポポ会「千之丞さんが亡くなって一年」記念公演 狂言の会（胸突）（2011年12月25日、国立能楽堂）シテ：借り手（水落幸子）アド：貸し手（丸石やすし）[54]
- タンポポ会「茂山あきら社中第一回記念公演 狂言の会」（濯ぎ川）（仁王）（2013年5月13日、国立能楽堂）シテ：男（茂山あきら）アド：女（端月雅子）、姑（水落幸子）[55]
- タンポポ会「茂山あきら社中 狂言の会 浴衣会」（三人かたは）（2014年9月15日、鐡仙会能楽研修所）シテ：唖（茶風林）アド：座頭（端月雅子）、膝行（水落幸子）、主（肘岡拓朗）

### ライブ
- Afternoon Tea Live（2008年10月8日、銀座TACT）e-Music Networks主催
- 8Vocal Night Live（2009年5月14日、銀座TACT）e-Music Networks主催
- 8Vocal Night Live（2009年8月6日、銀座TACT）e-Music Networks主催
- 8Vocal Night Live（2009年11月25日、銀座TACT）e-Music Networks主催
- 8Vocal Night Live（2010年2月19日、銀座TACT）e-Music Networks主催
- 田の上一州 with６Vocal（2011年7月6日、銀座TACT）e-Music Networks主催
- めぐろパーシモンホール開館15周年記念　めぐろで第九2017（2017年9月24日、めぐろパーシモンホール）（めぐろ第九合唱団）[56]

### 映画
- 十階のモスキート（ダンサー）

### その他コンテンツ
- 「機動戦士ガンダムSEED」「機動戦士ガンダムSEED DESTINY」公式ファンサイトSEED Club mobile「たね奉行所」選考委員